# 2294 Andronikov
A 2294 Andronikov (ideiglenes jelöléssel 1977 PL1) a Naprendszer kisbolygóövében található aszteroida. Nyikolaj Sztyepanovics Csernih fedezte fel 1977. augusztus 14-én.